# گردلیتسا (شهر)
گردلیتسا (به صربی: Grdelica) یک منطقهٔ مسکونی در صربستان است که در ناحیه یوبلانیکا واقع شده‌است. گردلیتسا ۳٬۱۹۴ نفر جمعیت دارد.